# Pont-de-Roide-Vermondans
Pont-de-Roide-Vermondans (até 2014: Pont-de-Roide) é uma comuna francesa na região administrativa de Borgonha-Franco-Condado, no departamento de Doubs. Estende-se por uma área de 13,58 km². Em 2010 a comuna tinha 4 230 habitantes (densidade: 311,5 hab./km²).